# 이삼걸
이삼걸(李參杰, 1955년 9월 21일 ~ )은 대한민국의 공무원이다. 본관은 진보

## 학력
- 풍북국민학교 졸업
- 풍산중학교 졸업
- 덕수상업고등학교 졸업
- 건국대학교 행정학 학사
- 시러큐스대학교 대학원 행정학 석사

## 경력
- 제24회 행정고시 합격
- 경상북도 지방공무원교육원 근무
- 경상북도 주택행정담당관
- 내무부 세제제1담당관
- 내무부 복지과장
- 내무부 자치행정과장
- 경상북도 기획관리실장
- 행정자치부 지방재정세제국장
- 한국지방자치단체 국제화재단 뉴옥사무소장
- 경상북도 기획조정본부장
- 행정안전부 지방재정세제국장
- 경상북도 행정부지사
- 행정안전부 차관보
- 행정안전부 제2차관
- 더불어민주당 경북선거대책위원회 상임위원장
- 제10대 강원랜드 대표이사

## 수상
- 대통령표창
- 녹조근정훈장

## 가족 관계
- 배우자: 이정아 (1959년 1월 14일 ~ 2022년 12월 23일)
  - 장녀: 이지은 (1983년 5월 19일 ~ )
  - 차녀: 이새롬 (1987년 11월 14일 ~ )
  - 아들: 이용준 (1990년 5월 1일 ~ )

## 역대 선거 결과
|  | 40.36% |

|  | 31.74% |

|  | 26.14% |

| 전임 감용대 | 제7대 경상북도 행정부지사 2008년 12월 30일 ~ 2011년 6월 9일 | 후임 이주석 |

| 전임 이종배 | 제5대 행정안전부 제2차관 2011년 9월 9일 ~ 2013년 3월 13일 | 후임 (안전행정부 제2차관)이경옥 |